# Лайта, Бела
Бе́ла Ла́йта (венг. Lajta Béla, урожд. Бела Ла́йтерсдорфер (венг. Leitersdorfer Béla); 23 января 1873, Будапешт — 12 октября 1920, Вена) — венгерский архитектор еврейского происхождения.

## Биография
Бела Лайтерсдорфер родился 23 января 1873 года в Обуде в семье торговца текстилем. Изучал архитектуру в Будапештском техническом университете у Имре Штейндля и Алайоша Хаусмана. Провёл полтора года в Риме и других европейских городах. Его учителями были в Берлине Альфред Мессель и Эрнст фон Ине, Элиэль Сааринен в Хельсинки и Ричард Норман Шоу в Лондоне.
В 1899 году Бела Лайтерсдорфер победил в конкурсе на проект синагоги в будапештском районе Липотварош, однако проект не был воплощён. Первой работой архитектора стал магазин музыкальной литературы Барда на улице Кошута в Будапеште. На творчество Лайты оказал большое влияние Эдён Лехнер, вместе с которым он работал над несколькими проектами. Бела Лайта построил в Будапеште целый ряд модернистских зданий. В 1909 году Лайта построил в стиле ар-деко здание мюзик-холла Parisiana, которое сейчас занимает Новый театр.
Бела Лайтерсдорфер сменил фамилию на Лайта в 1907 году в ходе ассимиляции венгерских евреев.
Бела Лайта умер 12 октября 1920 года в столице Австрии городе Вене.